# 維利尼亞
50°16′10″N 29°16′53″E / 50.26944°N 29.28139°E
維利尼亞（烏克蘭語：Вільня）是位於烏克蘭北部日托米爾州日托米爾區的村莊，始建於1618年，面積2.7平方公里，海拔高度170米，2001年人口330。